# Елга (Красноярский край)
Елга — деревня в Большеулуйском районе Красноярского края. Входит в состав Берёзовского сельсовета.

## География
Деревня находится в западной части края, в подтаёжно-лесостепном районе лесостепной зоны, на правом берегу реки Елги, на расстоянии приблизительно 20 километров (по прямой) к северо-востоку от Большого Улуя, административного центра района. Абсолютная высота — 214 метров над уровнем моря.
Климат
Климат характеризуется как резко континентальный, с продолжительной морозной зимой и коротким тёплым летом. Средняя температура воздуха самого тёплого месяца (июля) составляет 17,9 °C (абсолютный максимум — 38 °C); самого холодного (января) — −18,2 °C (абсолютный минимум — −61 °C). Продолжительность безморозного периода составляет в среднем 105 дней. Среднегодовое количество атмосферных осадков составляет 474 мм, из которых 341 мм выпадает в период с апреля по октябрь.

## Население
| 2010 |
| ---- |
| 181  |

Половой состав
По данным Всероссийской переписи населения 2010 года в гендерной структуре населения мужчины составляли 48,1 %, женщины — соответственно 51,9 %.
Национальный состав
Согласно результатам переписи 2002 года, в национальной структуре населения татары составляли 89 % из 231 чел.